# Парадокс на Галилей
Парадоксът на Галилей е парадокс, демонстриращ едно от свойствата на безкрайните множества.
В последната си научна книга „Две нови науки“ (1638) Галилео Галилей излага две видимо противоречиви разсъждения за положителните цели числа. Първо, някои числа са точни квадрати на някое друго цяло число, докато други не са, следователно общият брой на числата трябва да е по-голям от броя на числата, които са точни квадрати. От друга страна, всяко число си има точен квадрат, следователно броят на числата – точни квадрати трябва да е равен на общия брой на числата.
Заключението на Галилей е, че понятията за по-малко, равно и по-голямо могат да се прилагат само за крайни множества и нямат смисъл за безкрайните. През 19 век Георг Кантор, използвайки същите методи, показва, че макар изводите на Галилей да са верни за множествата на целите или рационалните числа, някои безкрайни множества могат да бъдат сравнявани въз основа на биективно съответствие.
|  | Тази страница частично или изцяло представлява превод на страницата Galileo's paradox в Уикипедия на английски. Оригиналният текст, както и този превод, са защитени от Лиценза „Криейтив Комънс – Признание – Споделяне на споделеното“, а за съдържание, създадено преди юни 2009 година – от Лиценза за свободна документация на ГНУ. Прегледайте историята на редакциите на оригиналната страница, както и на преводната страница, за да видите списъка на съавторите. ВАЖНО: Този шаблон се отнася единствено до авторските права върху съдържанието на статията. Добавянето му не отменя изискването да се посочват конкретни източници на твърденията, които да бъдат благонадеждни. |